# Canton de Besançon-6
Le canton de Besançon-6 est une circonscription électorale française du département du Doubs créée par le décret du 25 février 2014 et entrée en vigueur lors des élections départementales de 2015.

## Histoire
Un nouveau découpage territorial du Doubs (département) entre en vigueur à l'occasion des élections départementales de mars 2015, défini par le décret du 25 février 2014, en application des lois du 17 mai 2013 (loi organique 2013-402 et loi 2013-403). Les conseillers départementaux sont, à compter de ces élections, élus au scrutin majoritaire binominal mixte. Les électeurs de chaque canton élisent au Conseil départemental, nouvelle appellation du Conseil général, deux membres de sexe différent, qui se présentent en binôme de candidats. Les conseillers départementaux sont élus pour 6 ans au scrutin binominal majoritaire à deux tours, l'accès au second tour nécessitant 12,5 % des inscrits au 1er tour. En outre la totalité des conseillers départementaux est renouvelée. Ce nouveau mode de scrutin nécessite un redécoupage des cantons dont le nombre est divisé par deux avec arrondi à l'unité impaire supérieure si ce nombre n'est pas entier impair, assorti de conditions de seuils minimaux. Dans le Doubs, le nombre de cantons passe ainsi de 35 à 19.
Le canton de Besançon-6 est formé de communes des anciens cantons de Besançon-Sud (3 communes) et de Boussières (10 communes). Le canton est entièrement inclus dans l'arrondissement de Besançon. Le bureau centralisateur est situé à Besançon.

## Représentation
| Période élective | Période élective | Mandat | Mandat           | Identité         | Nuance | Nuance | Qualité |
| ---------------- | ---------------- | ------ | ---------------- | ---------------- | ------ | ------ | --- |
| 2015             | 2021             | 2015   | 2016 (démission) | Claude Jeannerot |        | PS     | Président du conseil général sortant Ancien sénateur (2008-2014) Ancien conseiller général du Canton de Besançon-Ouest |
| 2015             | 2021             | 2015   | 2021             | Géraldine Leroy  |        | DVG    | Mère au foyer, Première adjointe au maire de Torpes                                                                    |
| 2015             | 2021             | 2016   | en cours         | Raphaël Krucien  |        | PS     | Responsable méthodes d'organisation et achats en maintenance, Besançon                                                 |
| 2021             | 2028             | 2021   | en cours         | Raphaël Krucien  |        | PS     | Conseiller sortant |
| 2021             | 2028             | 2021   | en cours         | Géraldine Leroy  |        | DVG    | Conseillère sortante, membre de Génération.s                                                                           |

### Résultats détaillés

#### Élections de mars 2015
À l'issue du 1er tour des élections départementales de 2015, deux binômes sont en ballottage : Claude Jeannerot et Géraldine Leroy (PS, 35,65 %) et Liliane Boucon et Pierre Guyot (FN, 25,33 %). Le taux de participation est de 50,61 % (10 105 votants sur 19 966 inscrits) contre 52,68 % au niveau départemental et 50,17 % au niveau national.
Au second tour, Claude Jeannerot et Géraldine Leroy (PS) sont élus avec 65,25 % des suffrages exprimés et un taux de participation de 51,47 % (5 945 voix pour 10 256 votants et 19 927 inscrits).
Géraldine Leroy est membre de Génération.s.

#### Élections de juin 2021
Le premier tour des élections départementales de 2021 est marqué par un très faible taux de participation (33,26 % au niveau national). Dans le canton de Besançon-6, ce taux de participation est de 36,17 % (6 902 votants sur 19 084 inscrits) contre 34,1 % au niveau départemental. À l'issue de ce premier tour, deux binômes sont en ballottage : Raphaël Krucien et Géraldine Leroy (Union à gauche, 48,94 %) et Michel Gaillot et Marie Gruillot (LR, 32,06 %).
Le second tour des élections est marqué une nouvelle fois par une abstention massive équivalente au premier tour. Les taux de participation sont de 34,3 % au niveau national, 35,83 % dans le département et 37,85 % dans le canton de Besançon-6. Raphaël Krucien et Géraldine Leroy (Union à gauche) sont élus avec 54,91 % des suffrages exprimés (3 710 voix pour 7 227 votants et 19 092 inscrits),,.

## Composition
| Nom                              | Code Insee | Intercommunalité            | Superficie (km2) | Population (dernière pop. légale)                 | Densité (hab./km2) | Modifier                                    |
| -------------------------------- | ---------- | --------------------------- | ---------------- | ------------------------------------------------- | ------------------ | ------------------------------------------- |
| Besançon (bureau centralisateur) | 25056      | CU Grand Besançon Métropole | 65,05            | Fraction : 21 197 (2022) Commune : 120 057 (2022) | 1 846              | modifier les données · modifier les données |
| Beure                            | 25058      | CU Grand Besançon Métropole | 3,99             | 1 342 (2022)                                      | 336                | modifier les données · modifier les données |
| Boussières                       | 25084      | CU Grand Besançon Métropole | 5,58             | 1 200 (2022)                                      | 215                | modifier les données · modifier les données |
| Busy                             | 25103      | CU Grand Besançon Métropole | 5,20             | 675 (2022)                                        | 130                | modifier les données · modifier les données |
| Larnod                           | 25328      | CU Grand Besançon Métropole | 4,05             | 784 (2022)                                        | 194                | modifier les données · modifier les données |
| Montferrand-le-Château           | 25397      | CU Grand Besançon Métropole | 7,48             | 2 191 (2022)                                      | 293                | modifier les données · modifier les données |
| Osselle-Routelle                 | 25438      | CU Grand Besançon Métropole | 10,74            | 956 (2022)                                        | 89                 | modifier les données · modifier les données |
| Pugey                            | 25473      | CU Grand Besançon Métropole | 7,32             | 686 (2022)                                        | 94                 | modifier les données · modifier les données |
| Thoraise                         | 25561      | CU Grand Besançon Métropole | 3,99             | 336 (2022)                                        | 84                 | modifier les données · modifier les données |
| Torpes                           | 25564      | CU Grand Besançon Métropole | 5,55             | 1 004 (2022)                                      | 181                | modifier les données · modifier les données |
| Vorges-les-Pins                  | 25631      | CU Grand Besançon Métropole | 4,76             | 571 (2022)                                        | 120                | modifier les données · modifier les données |
| Canton de Besançon-6             | 2509       |                             |                  | 30 942 (2022)                                     |                    | modifier les données                        |

Le canton de Besançon-6 comprend à sa création :
1. douze communes entières,
2. la partie de la commune de Besançon située au sud d'une ligne définie par l'axe des voies et limites suivantes : depuis la limite territoriale de la commune de Beure, cours du Doubs, passerelle Denfert-Rochereau (île Saint-Pierre incluse), avenue du Maréchal-Foch, rue de la Viotte, rue Jeanneney, rue du Chasnot, ligne de chemin de fer joignant les ponts surplombant la rue Jacquard et le boulevard Kennedy, boulevard du Président-John-Fitzgerald-Kennedy, boulevard Ouest, jusqu'à la limite territoriale de la commune de Beure.

À la suite de la fusion des communes d'Osselle et de Routelle, le 1er juin 2016, pour former la commune nouvelle d'Osselle-Routelle, le canton comprend dix communes et une fraction de commune. Ce changement est acté par un arrêté du 7 novembre 2019.

## Démographie
En 2022, le canton comptait 30 942 habitants, en évolution de −1,2 % par rapport à 2016 (Doubs : +1,88 %, France hors Mayotte : +2,11 %).
| 2013   | 2018   | 2022   |
| ------ | ------ | ------ |
| 31 011 | 30 857 | 30 942 |